# Männer.ch
männer.ch wurde am 28. Juni 2005 als Dachverband der Schweizer Männer- und Väterorganisationen gegründet. Mitglieder sind Männerinitiativen, Vätergruppen, diverse Fachstellen, gewinnorientierte Unternehmen, wie auch Einzelpersonen. 

## Organisation und Tätigkeit
Der Verein mit Sitz in Bern ist hauptsächlich in der deutschsprachigen Schweiz verankert und gilt als zentraler Ansprechpartner und gesellschaftspolitischer Themenführer für männer-, väter- und bubenspezifische Themen. Dabei versteht er sich nicht als Sprachrohr antifeministischer Bewegungen, sondern als Brückenbauer mit dem Ziel, einen konstruktiven Dialog auf gesellschaftlicher Ebene zwischen Männern und Frauen zu fördern. Dementsprechend arbeitet männer.ch beispielsweise in der Debatte um die gesetzliche Neuregelung der elterlichen Sorge im Falle von Trennung/Scheidung eng mit andern Organisationen – wie beispielsweise Alliance F, dem Dachverband der Schweizer Frauenorganisationen – zusammen.
Das politische Selbstverständnis fasst der Verband so zusammen:

«Wir sind die Männerlobby. Wir stellen uns die Aufgabe, die Anliegen der Buben, Männer und Väter zu formulieren, damit die Entwicklung einer geschlechtergerechten Gesellschaft nicht länger Frauensache bleibt. Wir verweigern uns dabei dem einfacheren Weg, uns als «Emanzipationsverlierer» zu gebärden und die (durchaus bestehenden) Diskriminierungen von Männern ins Zentrum unserer Arbeit zu stellen. Vielmehr sehen wir unsere Aufgabe darin, aus Männersicht Verantwortung für Geschlechterfragen und Gleichstellungspolitik zu übernehmen und die Stimme der Buben, Männer und Väter Männerpolitik selbstbewusst und kooperativ einzubringen. Denn Männerpolitik heisst für uns immer auch Geschlechterdialog. Geschlechterkampf und das Wetteifern, ob Männer oder Frauen durch die bestehenden Rahmenbedingungen stärker benachteiligt werden, erachten wir nicht als hilfreich.»

Im Jahre 2007 lancierte der Verein den Schweizer Vätertag. Gemeinsam mit anderen Eltern-, Kinder- und Jugendorganisationen setzt sich männer.ch überdies für die Einführung einer arbeitsgesetzlich normierten Väterzeit ein.
Der Präsident von männer.ch, Markus Theunert, wurde 2007 durch den Schweizer Bundesrat in die Eidgenössische Kommission für Frauenfragen (EKF) gewählt, welche die Regierung in Fragen der Gleichstellung als ausserparlamentarisches Expertengremium berät. Nach seinem Rücktritt wurde 2013 Markus Gygli als Vertreter von männer.ch in die Kommission gewählt.
2013 wurde mit männer.bern eine erste Regionalsektion von männer.ch gegründet. Später folgte maenner.gr als regional-kantonales Forum für Männerarbeit und Geschlechterdialog im Kanton Graubünden.
Im Januar 2016 trat Theunert als Präsident zurück, um die neu geschaffene Stelle eines Generalsekretärs des Verbandes einzunehmen. Nachfolger als Präsident wurde Markus Gygli. 2020 folgte ihm Jean-Daniel Strub.